# Amazon: Ügyvéd
Az Amazon: Ügyvéd (eredeti cím: She-Hulk: Attorney at Law) 2022-es amerikai szuperhős sorozat, amelyet Jessica Gao készített a Disney+ számára. Az élőszereplős játékfilmsorozat producerei Kevin Feige, Louis D'Esposito, Victoria Alonso, Stephen Broussard, Kate Herron és Jessica Gao. A főszerepekben Tatiana Maslany, Mark Ruffalo, Tim Roth, Benedict Wong, Ginger Gonzaga, Josh Segarra, Jameela Jamil, Renée Elise Goldsberry, Jon Bass láthatók. A websorozat a Marvel Studios gyártásában készült, a Disney Platform Distribution forgalmazásában jelent meg. A sorozat 2022. augusztus 18-án indult el az Amerikai Egyesült Államokban és Magyarországon.
Ez a Marvel által készített kilencedik televíziós sorozat, amely a Marvel-moziuniverzum (MCU) történéseihez tartozik.

## Ismertető
A harmincas éveiben járó ügyvédnek, Jennifer Waltersnek bonyolult élete van. Főleg, hogy 2 méter magas, zöld szuperhőssé  válik, hiszen ő Amazon.

## Szereplők

### Főszereplők
| Szereplő                  | Színész                | Magyar hang       | Leírás |
| ------------------------- | ---------------------- | ----------------- | --- |
| Jennifer Walters / Amazon | Tatiana Maslany        | Dobó Enikő        | A Goodman, Lieber, Kurtzberg & Holliway (GLK&H) cég ügyvédje, aki szuperemberekkel kapcsolatos ügyekre specializálódott, és egy hatalmas, 2,01 méteres, erős, zöld színű, Bruce Banner unokatestvéréhez hasonló lénnyé válik, miután véletlenül megfertőződik Hulk vérével.                                             |
| Mary MacPherran / Titánia | Jameela Jamil          | Gáspár Kata       | Egy hihetetlen erővel rendelkező közösségi média influencer, aki Amazon megszállottja, és végül a riválisa lesz. |
| Nikki Ramos               | Ginger Gonzaga         | Grisnik Petra     | Ügyvédi asszisztens és Walters legjobb barátja. |
| Bruce Banner / Okos Hulk  | Mark Ruffalo           | Rajkai Zoltán     | Bosszúálló, zseniális tudós és Walters unokatestvére, aki a gamma-sugárzásnak való kitettség miatt általában szörnyeteggé változik, ha dühös vagy izgatott, de azóta sikerült egyensúlyt teremtenie két oldala között a gamma-kísérletekkel, így képes kombinálni intelligenciáját Hulk erejével és fizikai termetével. |
| Augustus "Pug" Pugliese   | Josh Segarra           | Makray Gábor      | A GLK&H jogi csapatának egyik tagja, aki Walters és Ramos munkatársa. |
| Morris Walters            | Mark Linn-Baker        | Pálfai Péter      | Jennifer apja és Banner nagybátyja. |
| Elaine Walters            | Tess Malis Kincaid     | Ősi Ildikó        | Jennifer anyja és Banner nagynénje. |
| Emil Blonsky / Förtelem   | Tim Roth               | Epres Attila      | Egy orosz származású, az Egyesült Királyság Királyi Tengerészgyalogság kommandójának volt tisztje, aki a szuperkatona szérum módosított változatát és gamma-sugárzást kombinálva a kísérleti kezelést követően egy Hulkhoz hasonló humanoid szörnyeteggé változott. Ő Walters egyik ügyfele.                            |
| önmaga                    | Megan Thee Stallion    | Nemes Takách Kata | Díjnyertes rapper, akit Runa, egy új-asgardi alakváltó fénymanó alakít. Később Walters ügyfele lesz. |
| Wong                      | Benedict Wong          | Hajdu Steve       | A Legfőbb Varázsló, aki korábban találkozott Blonsky-val |
| Mallory Book              | Renée Elise Goldsberry | Réti Adrienn      | Egy ügyvéd a GLK&H-nál, aki attól fél, hogy Walters lesz az emberfeletti jogi részleg új vezetője. |
| Todd Phelps / HulkKirály  | Jon Bass               | Csiby Gergely     | Egy potenciális kérő Walters számára, aki nemrég úgy döntött, hogy kipróbálja az online társkeresést. Valamint az Intelligencia titkos vezetője. |
| Donny Blaze               | Rhys Coiro             | Horváth Illés     | Bűvész és a misztikus művészetek egykori mestere. |
| Luke Jacobson             | Griffin Matthews       | Márkus Sándor     | Divattervező, aki szuperhősök öltönyeire specializálódott. Nikki felkérte, hogy készítsen új ruhákat Jen Amazon alakjára. |
| Lulu                      | Patti Harrison         | Sodró Eliza       | Walters régi középiskolai barátnője, aki meghívja őt, hogy legyen koszorúslány az esküvőjén. |
| Holden Holliway           | Steve Coulter          | Hirtling István   | Walters főnöke. |
| Matt Murdock / Fenegyerek | Charlie Cox            | Lengyel Tamás     | Vak ügyvéd a New York-i Hell's Kitchenből, aki álarcos igazságosztóként kettős életet él. |
| Eugene Patilio / Ugróbéka | Brandon Stanley        | Molnár Áron       | Valaki, aki béka témájú jelmezt visel. |
| Dennis "Buck" Bukowski    | Drew Matthews          | Jaskó Bálint      | Walters egykori munkatársa. |

### Mellékszereplők
| Szereplő                    | Színész                 | Magyar hang     | Leírás |
| --------------------------- | ----------------------- | --------------- | --- |
| Ched                        | Nicholas Cirillo        | Márfi Márk      | Walters unokatestvére. |
| Wrecker                     | Nick Gomez              | Zöld Csaba      | A Bontóbrigád, egy négy bűnözőből álló csoport, tagja, akik feljavított asgardi építőszerszámokat használnak fegyverként.            |
| Runa                        | Peg O'Keef              | Murányi Tünde   | Alakváltó fénymanó Új Asgardból, aki Bukowskit úgy verte át, hogy Megan Thee Stallionnak adta ki magát.                              |
| Madisynn King               | Patty Guggenheim        | Kókai Tünde     | Blaze varázslatának részeg áldozata, aki Wong barátja lesz.                                                                          |
| Cornelius P. Willows        | Leon Lamar              | Varga T. József | Blaze segédje. |
| William Taurens / Bikaember | Nate Hurd               | Szabó Győző     | Ember és bika hibridje. |
| K.E.V.I.N.                  | Brian T. Delaney (hang) | Barabás Botond  | (Különleges Esemény Variáló Intelligens Nagyagy), a Marvel-moziuniverzum történetének döntéseiért felelős mesterséges intelligencia. |
| Skaar                       | Wil Deusner             | Nem beszél      | Hulk fia. |

### Magyar változat
- Magyar szöveg: Gáspár Bence
- Szakértő: Aradi Gergely
- Felvevő hangmérnök: Cs. Németh Bálint
- Vágó: Kajdácsi Brigitta
- Gyártásvezető: Gelencsér Adrienne
- Szinkronrendező: Nikas Dániel
- Produkciós vezető: Hagen Péter

## Epizódok
| Sor. | Év. | Cím                                                                                             | Rendező   | Író                                      | Premier              |
| --- | --- | ----------------------------------------------------------------------------------------------- | --------- | ---------------------------------------- | -------------------- |
| 1. | 1.  | Épp csak egy pici düh (A Normal Amount of Rage)                                                 | Kat Coiro | Jessica Gao                              | 2022. augusztus 18.  |
| Egy bírósági tárgyalás előtt Jennifer Walters ügyvédnő mesél a nézőknek egy néhány hónappal ezelőtti esetről, amikor őt és unokatestvérét, Bruce Bannert egy sakaarai űrhajó miatt összetörték az autójukat. Miközben megpróbálta biztonságba helyezni Bannert, Walters megfertőződött a férfi vérével, aminek következtében Hulkká változott. Ezután Walters-t Banner titkos laboratóriumába vitték Mexikóba, ahol Banner elmagyarázta neki különleges genetikai állapotát, és felajánlotta, hogy segít neki uralni az erejét. Bár könnyedén megbirkózik Banner edzésprogramjával, nemtetszését fejezi ki a szuperhőssé válás és a normális életének feladásának gondolata miatt. Megpróbált távozni, de Banner megállította, és a két lény összeverekedett. Banner vonakodva elfogadta Walters kívánságát, és elbúcsúzott tőle. Visszatérve a jelenbe, a bírósági ügyet, amelyben Walters részt vesz, Titánia megzavarja. Walters a jelenlévők szeme láttára átalakul, és könnyedén legyőzi őt. |     |                                                                                                 |           |                                          |                      |
| 2. | 2.  | Szuperemberes jog (Superhuman Law)                                                              | Kat Coiro | Jessica Gao                              | 2022. augusztus 25.  |
| Titánia vereségét követően Walters, a nyilvánosság előtt "Amazon"-nak nevezett szuperhősként szerez hírnevet, a lány legnagyobb megdöbbenésére. Az ügy elvesztése miatt azonban kirúgják a kerületi ügyészségről. Több sikertelen próbálkozás után Waltersnek felajánlja Holden Holliway a Goodman, Lieber, Kurtzberg & Holliway (GLK&H) ügyvédi irodától, hogy az új szuperemberes jogi részlegük vezetője legyen. Walters azzal a feltétellel fogadja el, hogy legjobb barátnőjét, Nikki Ramost is felveszik jogi asszisztensnek. Az első napon Walters megtudja, hogy Holliway azt szeretné, ha teljes munkaidőben Amazonként dolgozna, és az első ügye az lesz, hogy Emil Blonsky-t képviselje a feltételes szabadlábra helyezéséért. Bár kezdetben vonakodik elvállalni az ügyet, mivel Blonsky korábban megpróbálta megölni Bannert, Walters beleegyezik, hogy találkozzon Blonskyval a börtönben, hogy meghallgassa a védőbeszédét. Később kapcsolatba lép Bannerrel, és meg is kapja az áldását Blonsky képviseletére, nem tudva arról, hogy Banner a Sakaaran űrhajón utazik az űrben. Walters felhívja Holliwayt, hogy fogadja el az ügyet, de aztán egy híradóból értesül a kiszivárgott felvételekről, amelyeken Blonsky egy földalatti harcklubban vesz részt Wonggal együtt, mint Förtelem. |     |                                                                                                 |           |                                          |                      |
| 3. | 3.  | Állam kontra Emil Blonsky (The People vs. Emil Blonsky)                                         | Kat Coiro | Francesca Gailes és Jacqueline J. Gailes | 2022. szeptember 1.  |
| Walters szembesíti Blonsky-t, aki elmagyarázza, hogy a Legfőbb Varázsló, Wong vitte ki a cellájából, és utána önként tért vissza a börtönbe. Miközben Walters megpróbál kapcsolatba lépni Wonggal, a Blonsky ügyvédjévé való kinevezésének híre nyilvános vitát kavar. Walters egykori kollégája, Dennis Bukowski megkeresi a szuperemberi jogi osztályt egy olyan ügy miatt, amelyben volt barátnője, Runa, egy alakváltó fénymanó Új Asgardból, aki Megan Thee Stallionnak kiadva magát becsapta őt; az ügyet Walters munkatársára, Augustus "Pug" Pugliese-re bízzák. Wong találkozik Walters-szel, és beleegyezik, hogy tanúskodik Blonsky feltételes szabadlábra helyezési meghallgatásán. A meghallgatás során Wong és több más tanú is vallomást tesz, miközben Blonsky bebizonyítja, hogy képes a Förtelemként uralkodni magán. Walters később segít Pugnak, hogy megnyerje az ügyet, és Blonsky feltételesen szabadlábra kerül, de eltiltják az újbóli átalakulástól. Amazonként Walters televíziós interjút ad, hogy elmondja történetét. Később, miközben hazafelé tart, Walters-t négy asgardi építőipari felszereléssel felfegyverkezett férfi támadja meg, akik megpróbálják ellopni a vérmintáját, de ő visszaveri őket. A stáblista közepén az igazi Stallion aláírja, hogy Walters ügyfele lesz, és mindketten ünnepelnek. |     |                                                                                                 |           |                                          |                      |
| 4. | 4.  | Ez nem valódi mágia? (Is This Not Real Magic?)                                                  | Kat Coiro | Melissa Hunter                           | 2022. szeptember 8.  |
| Donny Blaze, a Misztikus Kastély varázslója, akit a Kamar-Tajból kizártak, mert etikátlanul használta az erejét, egy Madisynn nevű nézőt egy másik dimenzióba küld, ahol a lány alkut köt egy démonnal, mielőtt Wong otthonába, Kamar-Tajba kerülne. Wong megkeresi Walters-t, és a segítségét kéri, hogy példát statuálhasson Blaze-en, hogy a hozzá hasonló emberek ne élhessenek vissza a misztikus művészetekkel, ezért jogi eljárást indítanak ellene és a Misztikus Kastély tulajdonosa, Cornelius P. Willows ellen. Eközben Walters létrehoz egy profilt egy társkereső alkalmazáson, abban a reményben, hogy kibővíti a társasági életét, de nem sok sikerrel jár, amíg nem változtatja meg azt Amazon profiljává. Blaze véletlenül démonrajokat szabadít el az egyik fellépésén, de Wong és Walters meg tudja állítani őket, mielőtt a nő megfenyegeti Blaze-t és Willows-t, hogy tegyenek eleget a beszüntetési parancsának. Másnap Jen megtudja, hogy Titánia kiszabadult, és pert indított ellene az Amazon név miatt, mert azt levédette. A stáblista közepén lévő jelenetben Wong és Madisynn épp a Maffiózók egyik részét nézik és a nő arról kérdezi Wong-ot, milyen alkoholos italokat ivott már. |     |                                                                                                 |           |                                          |                      |
| 5. | 5.  | Mintha ráöntötték volna a nagy zöld testére (Mean, Green, and Straight Poured into These Jeans) | Anu Valia | Dana Schwartz                            | 2022. szeptember 15. |
| Titánia az "Amazon" nevet levédette egy új szépségápolási termékcsalád számára, ami feldühíti Walters-t. Holliway figyelmezteti Walters-t, hogy gyorsan kezelnie kell a helyzetet, és Mallory Bookot bízza meg az üggyel. Ramos és Pug kitalálnak egy tervet, hogy szuperhősruhát szereznek Waltersnek Luke Jacobsontól, egy nagyon exkluzív szabótól, aki titkos szolgáltatásokat nyújt a hősöknek, míg Book és Walters úgy döntenek, hogy ellenpert indítanak Titánia ellen, azt állítva, hogy az illegálisan próbálja kihasználni Amazon hírnevét a profit érdekében. Walters bosszankodik, amikor felfedezi, hogy Todd, az egyik sikertelen randevúja szintén a cégének ügyfele, de ez segít neki rájönni, hogy a társkereső alkalmazás előzményeit felhasználhatja arra, hogy megállapítsa, hogy a múltban Amazonként azonosította magát, mielőtt Titánia megpróbálta volna megszerezni a védjegyet. A korábbi randijainak tanúvallomásai segítségével Walters megnyeri az ügyet és kezdeti barátságot köt Bookkal. Később Jacobsontól szerzi be új, személyre szabott ruháit. Jacobson ekkor egy dobozzal jelenik meg, amelyben Daredevil sisakjának sárga változatát tartják. |     |                                                                                                 |           |                                          |                      |
| 6. | 6.  | Csak Jen (Just Jen)                                                                             | Anu Valia | Kara Brown                               | 2022. szeptember 22. |
| Jennifert meghívják koszorúslánynak egy régi barátja, Lulu esküvőjére. Amazonként érkezik de a menyasszony ezt nem veszi jó néven így csak Jenként kell megjelennie. Ezeken felül ugráltatja mint egy felszolgálót és számos esküvő előtti feladatot ad neki. Tetőzi a gondokat hogy Titánia is jelen van, amikor Lulu egyik vőfélyével randevúzik. Jen összeismerkedik a vőlegény egyik barátjával Josh-sal. Később Titánia rátámad és meg akar küzdeni vele amiért elvesztette a pert. Rövid harc után után Titánia alul marad és távozik. Eközben az irodában Mallory és Nikki egy Mr. Halhatatlan nevű ügyfél válási ügyén dolgoznak, aki többször is színlelte saját halálát, hogy kilépjen több házasságból. A problémát az okozza, hogy a nyolc korábbi házastársa pert indított ellene, miután egy Intelligencia weboldalról kiszivárogtatott online videón keresztül megtudták titkát, amely leleplezi a képességét. Az ügyet sikerül de Mallory és Nikki számos Amazont célzó halálos fenyegetést fedeznek fel a weboldalon. Az epizód végén egy labort látunk ahol Amazon után kémkednek és felkészülnek hogy vérmintát gyűjtsenek be tőle. |     |                                                                                                 |           |                                          |                      |
| 7. | 7.  | A wellnessbirtok (The Retreat)                                                                  | Anu Valia | Zeb Wells                                | 2022. szeptember 29. |
| Jen többször is randevúzik Josh-al, de a férfi egy idő után eltűnik és hiába várja a jelentkezését nem történik semmi. Ezalatt Emil nyomkövetője hibát jelez így Jen és a férfi felügyelője elmegy a farmjára. Amikor megérkezik, Bikaember és El Águila véletlenül tönkreteszik az autóját, így kénytelen ottmaradni míg érte nem jönnek. Se internet se térerő így nem tud értesíteni senkit. Részt vesz Emil csoportterápiás foglalkozásán ahol beszélhetnek a gondjaikról. A beszélgetés azzal zárul hogy Jen törli Josh számát. Az epizód végén fény derül hogy Josh klónozta a nő telefonját és vérmintát szerzett tőle amikor lefeküdtek egymással. |     |                                                                                                 |           |                                          |                      |
| 8. | 8.  | 8. rész (Ribbit and Rip it)                                                                     | Kat Coiro | Cody Ziglar                              | 2022. október 6.     |
| Jen új ügyet kap Eugene Patilio / Ugró Béka személyében. Egyik bevetése során a repüléshez használt rakétái csődöt mondtak és kigyulladt a ruhája. Emiatt beperelni Jacobsont a szuperhős ruha tervezőt, amiért hibás ruhát adott el neki. A férfit Matt Murdock képviseli a bíróságon, és megnyeri az ügyet, mivel Patilio elszólta magát hogy nem követte a ruha használatára vonatkozó utasításokat üzemanyag használatával kapcsolatban. Jacobsont megorrol Amazonra és nem tervezője többé. Később Patilio felhívja Amazont, mert megtámadta egy ismeretlen. Jen megérkezik, és megküzd a támadóval, akiről kiderül, hogy Fenegyerek azaz Matt az. A férfi elárulja hogy igazából Patilio a rossz fiú mert elrabolta Jacobsont. Együttes erővel megmentik a tervezőt, ezzel elnyerve bocsánatát. Később Jen és Matt egymásba gabalyodnak. Másnap Jen részt vesz egy ügyvédi gálán, ahol átveszi az év ügyvédnője díjat több más díjazottal együtt. A gálát megszakítja az Intelligencia weboldal adása, amely lejárató dolgokat mond Amazonról és a Josh-sal való ágyjelenetet is közzéteszik. Amazon elveszti az önuralmát és tombolni kezd. Tönkreteszi a gála színpadát és megpróbál elfogni egy közeli Intelligencia tagot, de megérkezik a Kárelhárítási Hivatal és letartóztatják. |     |                                                                                                 |           |                                          |                      |
| 9. | 9.  | Ez kinek a sorozata? (Whose Show is This?)                                                      | Kat Coiro | Jessica Gao                              | 2022. október 13.    |
| Walters kiszabadul a Kárelhárítási Hivatal őrizetéből, de kénytelen gátlót viselni, hogy ne tudjon átalakulni, és elveszíti az állását a GLK&H-nál. Úgy dönt, hogy Blonsky menedékházába megy tanácsot kérni, miután nem sikerült információt gyűjtenie az Intelligenciáról és a HulkKirályról. Nikki sikeresen meghívást kap a HulkKirálytól egy zártkörű összejövetelre, és megkéri Pugot, hogy épüljön be az eseményre. Pug részt vesz az összejövetelen, amely szintén Blonsky menedékhelyén zajlik, és megtudja, hogy Phelps a HulkKirály. Walters megérkezik az elvonulóhelyre, és belebotlik az összejövetelbe. Blonsky is jelen van a Förtelem alakjában, és motivációs szónokként viselkedik, bár nem tud az Intelligencia valódi céljairól. Walters szembeszáll Phelps-szel, aki befecskendez magának egy, a vérét tartalmazó anyagot, és ezzel Hulkká változik. Harcra kerül sor, amelybe váratlanul Titania és Banner is bekapcsolódik. A jelenetben zajló eseményektől összezavarodva Walters áttöri a negyedik falat, és szembesíti a sorozat íróit. Ekkor találkozik K.E.V.I.N.-nel, egy mesterséges intelligenciával, aki azt állítja, hogy a Marvel-moziuniverzum történetének minden döntéséért felelős. Walters meggyőzi K.E.V.I.N.-t, hogy írja át az epizód csúcspontját, amibe az vonakodva beleegyezik. A sorozatba visszatérve Walters azt tapasztalja, hogy Phelpset és Blonsky-t letartóztatták. Walters hazatér, hogy ünnepeljen a családjával és Murdockkal, Banner pedig visszatér a Sakaarról a fiával, Skaarral. Nem sokkal később, miután Walters visszanyerte állását, részt vesz a Phelps elleni bírósági tárgyaláson, és megfogadja, hogy ügyvédként és szuperhősként is folytatja munkáját. A stáblista közepén Wong kiszabadítja Blonsky-t a börtönből, és elviszi Kamar-Tajba. |     |                                                                                                 |           |                                          |                      |

## A sorozat készítése
Eredetileg Jennifer Walters / Amazon karaktere megjelent volna az 1990-es Az óriás halála című filmben. Végül nem jelent meg és az ABC-n tervezett Amazon sorozatot is törölték. 1991-ben egy, a karakteren alapuló film kezdett el készíteni a New World Pictures-nél Larry Cohen  rendező. Brigitte Nielsen játszotta volna Amazont. De végül ez sem valósult meg.
2019 augusztusában a Marvel Studios a D23 konferencián bejelentette, hogy Amazon sorozatot fejlesztenek a Disney+ streaming szolgáltatás számára és a Marvel-moziuniverzumában fog játszódni. 2019 novemberében Jessica Gao lett a sorozat alkotója. 2020 szeptemberében Kat Coirot szerződtették hat epizód rendezésére, míg 2020 decemberére Anu Valia is csatlakozott rendezőként. 2022 májusában a Marvel nyilvánosságra hozta, hogy a sorozat címe Amazon: Ügyvéd lesz. A sorozat kilenc 30 perces epizódból áll.

### Forgatás
A forgatás 2021. április 10-én kezdődött Los Angelesben, április 12-én pedig a Trilith Studiosban, Atlantában. A sorozatot Libra and Clover munkacímen forgatták. 2020. július 6-án kezdték volna el a forgatásokat, de a koronavírus-világjárvány miatt elhalasztották. 2021. augusztus 15-én ért véget a forgatás.